# Buster Quist
Buster Quist (eigentlich Herbert Larry Quist; * 1. April 1936) ist ein ehemaliger US-amerikanischer Speerwerfer.
1959 siegte er bei den Panamerikanischen Spielen in Chicago.
Seine persönliche Bestleistung von 74,60 m stellte er am 19. Juli 1959 in Philadelphia auf.